# West Studdal
West Studdal – wieś w Anglii, w hrabstwie Kent, w dystrykcie Dover. Leży 18 km na południowy wschód od miasta Canterbury i 106 km na wschód od centrum Londynu.